# Monoïdéisme
Le monoïdéisme est une théorie sur l'hypnose. En 1841, James Braid, chirurgien écossais, pose les bases scientifiques de ce qu'il va appeler : « l'Hypnose ». L'hypnose étant officiellement née, il crée dans la foulée la notion de monoïdéisme : selon Braid la transe hypnotique survient lorsque le patient est concentré sur une seule et unique idée.